# Блайт Тейт
Блайт Тейт (англ. Blyth Tait, 10 травня 1961) — новозеландський вершник.
Олімпійський чемпіон 1996 року в індивідуальному триборстві, срібний призер 1992 року в командному триборстві, бронзовий призер 1992 (індивідуальне триборство), 1996 (командне триборство) років, учасник 2000, 2004 років.
Переможець Всесвітніх ігор з кінного спорту 1990, 1998 років в індивідуальному триборстві, 1990, 1998 років у командному триборстві